# Liste der Baudenkmäler in Stulln

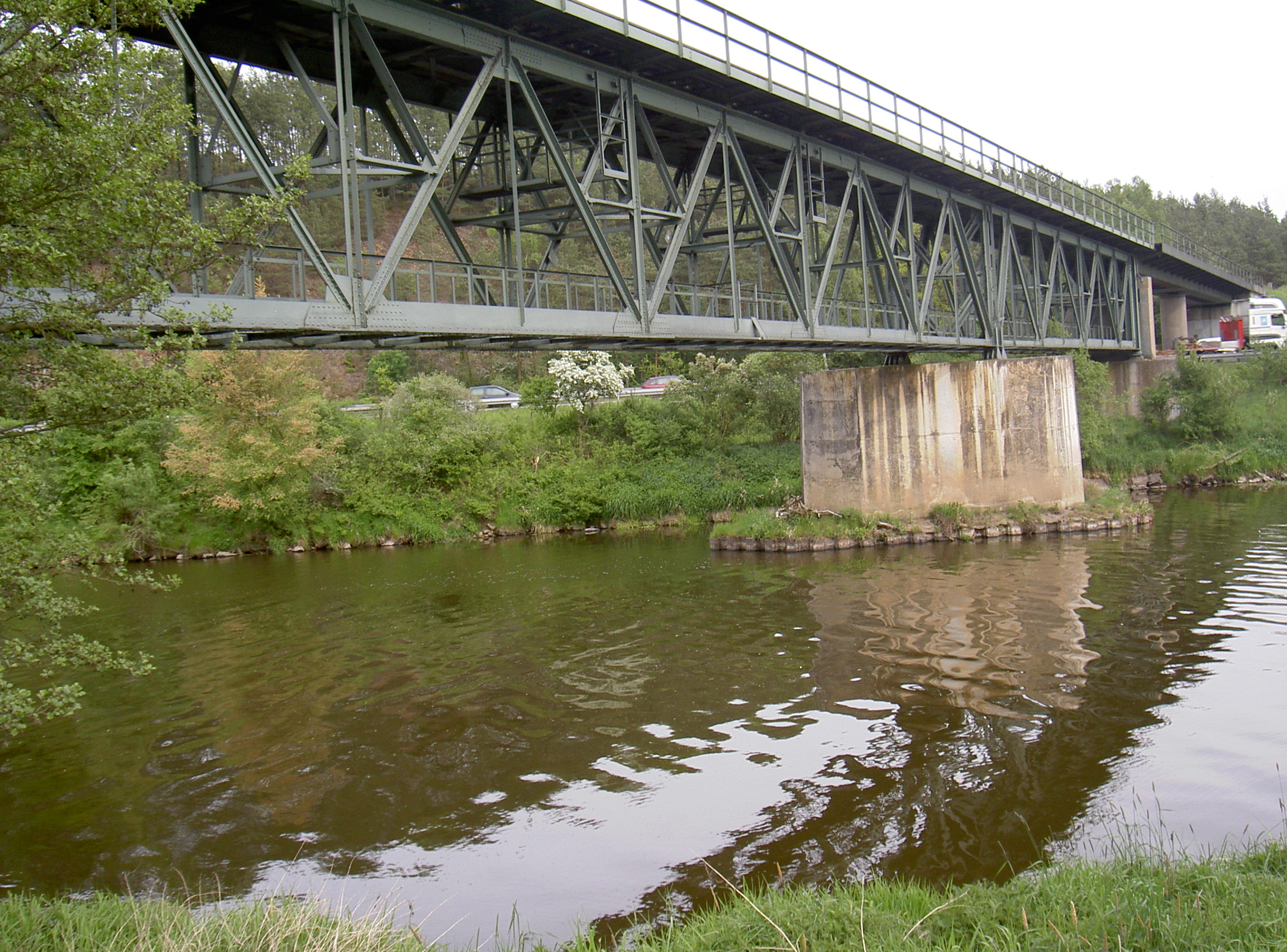
Eisenbahnbrücke bei Brensdorf

Auf dieser Seite sind die Baudenkmäler in der Oberpfälzer Gemeinde Stulln zusammengestellt. Diese Tabelle ist eine Teilliste der Liste der Baudenkmäler in Bayern. Grundlage ist die Bayerische Denkmalliste, die auf Basis des Bayerischen Denkmalschutzgesetzes vom 1. Oktober 1973 erstmals erstellt wurde und seither durch das Bayerische Landesamt für Denkmalpflege geführt wird. Die folgenden Angaben ersetzen nicht die rechtsverbindliche Auskunft der Denkmalschutzbehörde.

## Baudenkmäler nach Ortsteilen

### Stulln
| Lage                      | Objekt                                                                 | Beschreibung | Akten-Nr.      | Bild           |
| ------------------------- | ---------------------------------------------------------------------- | --- | -------------- | -------------- |
| Auf der Roith (Standort)  | Flussspataufbereitungsanlage der ehemaligen Grube „Erna“               | Aufbereitungsgebäude, breit gelagerter, erdgeschossiger Massivbau mit Satteldach und geböschten, granitverkleideten Pfeilern, eingezogener Dachgeschossaufbau in ausgemauerter Holzkonstruktion mit verschalten Außenwänden und Pultdach, 1942/44; mit technischer Ausstattung.                                                                             | D-3-76-169-10  | BW             |
| Hauptstraße 24 (Standort) | Katholische Nebenkirche Sankt Stephan                                  | Chorturmanlage, kurzes Langhaus mit Satteldach und eingezogenem Rechteckchor, Ostturm mit hohem Pyramidendach, spätromanisch, Erhöhung des Langhauses und Turmes Ende 15. Jahrhundert; mit Ausstattung. | D-3-76-169-2   | weitere Bilder |
| Kirchsteig (Standort)     | Kapelle St. Wendelin                                                   | Kleiner verputzter Rechteckbau mit Satteldach, Rundbogenportal und giebelseitiger Figurennische, 1877; am südwestlichen Ortsausgang vor dem Feuerwehrhaus. | D-3-76-169-1   | BW             |
| Maria-Brünnel (Standort)  | Wallfahrtskirche heilige Dreifaltigkeit                                | Gewestetes Langhaus mit dreiseitigem Chorabschluss, darüber Dachreiter mit Pyramidendach, östliche Eingangsfassade mit eingezogenen Ecken und architraviertem Pilasterportal mit gesprengtem Giebel, 18. Jahrhundert; auf bewaldeter Anhöhe. | D-3-76-169-15  | BW             |
| Silberbächlein (Standort) | Bildstock, syn. Bildsäule, syn. Bildhäuschen, syn. Ehrensäule, Brunnen | Kapelle Maria-Brünnl, rechteckiger Satteldachbau mit Korbbogenportal, Rundbogennische und eingezogenen Ecken mit Pilastern, 1686; mit Ausstattung; Bildstock Maria-Brünnl, Stele mit geschweiftem Abschluss und Reliefdarstellung Mariä mit Inschrift, Sockel mit vorgelagertem Wasserbecken, Granit, bez. 1839; am Bergfuß unterhalb der Wallfahrtskirche. | D-3-76-144-101 | BW             |
| Silberbächlein (Standort) | Kapelle Maria-Brünnl                                                   | Rechteckiger Satteldachbau mit Korbbogenportal, Rundbogennische und eingezogenen Ecken mit Pilastern, 1686; mit Ausstattung; Bildstock Maria-Brünnl, Stele mit geschweiftem Abschluss und Reliefdarstellung Mariä mit Inschrift, Sockel mit vorgelagertem Wasserbecken, Granit, bezeichnet mit 1839; am Bergfuß unterhalb der Wallfahrtskirche.             | D-3-76-169-14  | BW             |

### Brensdorf
| Lage                                        | Objekt                                         | Beschreibung | Akten-Nr.     | Bild           |
| ------------------------------------------- | ---------------------------------------------- | --- | ------------- | -------------- |
| Bahnlinie Nabburg–Schönsee; Naab (Standort) | Eisenbahnbrücke der Lokalbahn Nabburg–Schönsee | Vierjochiger Viadukt, dreibogiger Betonbau mit südöstlich anschließender Stahlgitterkonstruktion, 1903; über die Naab. | D-3-76-169-4  | weitere Bilder |
| Bahnlinie Regensburg–Weiden (Standort)      | Nachmittelalterliche Kreuzeinritzung           | Achthundert Meter nördlich, im Felsen unter dem Bahndamm, rechts neben dem sogenannten Frauenbild.                     | D-3-76-169-3  | BW             |
| Pinsentrad (Standort)                       | Marterl                                        | Stele mit Gusseisenkruzifix und Blechrelief, Sandstein, bezeichnet mit 1870; an der Straße nach Stulln.                | D-3-76-169-11 | BW             |

### Freiung
| Lage                 | Objekt                                                                             | Beschreibung | Akten-Nr.    | Bild |
| -------------------- | ---------------------------------------------------------------------------------- | --- | ------------ | ---- |
| Freiung 2 (Standort) | Ehemalige Flussspatgrube, sogenannter Reichhart-Schacht, bis 2013 Besucherbergwerk | Mehrere übereinander liegende und miteinander verbundene Sohlen, mit zwei An- und Ausfahrtsbauten und zwei überbauten Schächten, um 1890. | D-3-76-169-5 | BW   |

### Grafenricht
| Lage                     | Objekt                                                                      | Beschreibung | Akten-Nr.    | Bild |
| ------------------------ | --------------------------------------------------------------------------- | --- | ------------ | ---- |
| Grafenricht 1 (Standort) | Stadel und Backhaus einer ehemaligen Dreiseitanlage, sogenannter Goberl-Hof | Stadel, lang gestreckter und verputzter Bruchsteinbau mit Satteldach; Backhaus, kleiner, verputzter Satteldachbau; 18. Jahrhundert. | D-3-76-169-6 | BW   |
| Grafenricht 2 (Standort) | Schauerkreuz                                                                | Sandsteinstele mit Gusseisenrelief und Eisenkruzifix mit Beifigur, bezeichnet mit 1871; an der Ortsstraße bei Haus Nr. 2a.          | D-3-76-169-7 | BW   |

## Abgegangene Baudenkmäler
In diesem Abschnitt sind Objekte aufgeführt, die früher einmal in der Denkmalliste eingetragen waren, jetzt aber nicht mehr existieren, z. B. weil sie abgebrochen wurden. Aktennummern in diesem Abschnitt sind ehemalige, jetzt nicht mehr gültige Aktennummern.

| Lage                                        | Objekt                           | Beschreibung | Akten-Nr.    | Bild |
| ------------------------------------------- | -------------------------------- | --- | ------------ | ---- |
| Säulnhof Säulnhof 7 (Standort)              | Mürter-Bauer                     | Wohnstallhaus, erdgeschossiger Satteldachbau, 18. Jahrhundert, Stall 19. Jahrhundert, gebrannte Firstzierplatte, bezeichnet mit 1905. | D-3-76-169-8 | BW   |
| Vierbruckmühle Vierbruckmühle 12 (Standort) | Mühle, sogenannte Vierbruckmühle | Wohnhaus des Einödhofes, zweigeschossiger und verputzter Backsteinbau mit Satteldach, 17. Jahrhundert.                                | D-3-76-169-9 | BW   |